# 다카노 고헤이
다카노 고헤이(일본어: 高野 耕平, 1985년 4월 3일 ~ )는 일본의 전 축구 선수이다.

## 구단 경력
과거 AC 나가노 파르세이루에서 활동하였다.